# جوردن هندرسون
جوردن هندرسون (به انگلیسی: Jordan Henderson) (زادهٔ ۱۷ ژوئن ۱۹۹۰) بازیکن فوتبال اهل انگلستان است که در پست هافبک برای باشگاه فوتبال برنتفورد و تیم ملی انگلستان بازی می‌کند.
وی در تاریخ ۱۷ نوامبر ۲۰۱۰ نخستین بازی ملی خود را در مقابل تیم ملی فرانسه انجام داد و تاکنون در ۸۱ بازی ملی حضور داشته است.
در سال ۲۰۱۴ او کاپیتان دوم لیورپول بود و بعد از رفتن استیون جرارد به لس آنجلس گلکسی، کاپیتان اول لیورپول شد. او نیز در تیم ملی انگلستان برای چند سال کاپیتان اول بود تا سال ۲۰۱۶ با تغییر سرمربی، با صلاح دید سرمربی جدید (گرت ساوتگیت)، هری کین کاپیتان اول تیم شود. هم‌اکنون او کاپیتان دوم تیم ملی انگلستان است. با هدایت هندرسون در خط هافبک لیورپول، قرمزها به سه فینال لیگ قهرمانان رسیدند که در فینال دوم مقابل تاتنهام پیروز شدند. آنها همچنین توانستند به انتظار سه دهه‌ای لیورپول برای قهرمانی در لیگ برتر پایان دادند.
جردن هندرسن بعد از ابراز پشیمانی از تصمیمش برای رفتن به عربستان، قید حقوق بالای خود و کاپیتانی در الاتفاق را زد و به آژاکس پیوست.

## آمار ملی

### بازی‌های ملی
تا تاریخ ۱۷ نوامبر ۲۰۲۳
| انگلستان | انگلستان | انگلستان | انگلستان |
| سال      | بازی     | گل       | پاس گل   |
| -------- | -------- | -------- | -------- |
| ۲۰۱۰     | ۱        | ۰        | ۰        |
| ۲۰۱۲     | ۴        | ۰        | ۰        |
| ۲۰۱۳     | ۲        | ۰        | ۰        |
| ۲۰۱۴     | ۱۱       | ۰        | ۰        |
| ۲۰۱۵     | ۴        | ۰        | ۱        |
| ۲۰۱۶     | ۱۰       | ۰        | ۳        |
| ۲۰۱۷     | ۴        | ۰        | ۲        |
| ۲۰۱۸     | ۱۲       | ۰        | ۰        |
| ۲۰۱۹     | ۷        | ۰        | ۱        |
| ۲۰۲۰     | ۳        | ۰        | ۱        |
| ۲۰۲۱     | ۱۰       | ۲        | ۱        |
| ۲۰۲۲     | ۶        | ۱        | ۰        |
| ۲۰۲۳     | ۷        | ۰        | ۲        |
| مجموع    | ۸۱       | ۳        | ۱۱       |

### گل‌های ملی
| شماره | تاریخ          | میزبان | بازی ملی | حریف    | نتیجه | رقابت                  |
| ----- | -------------- | ------ | -------- | ------- | ----- | ---------------------- |
| ۱     | ۳ ژوئیه ۲۰۲۱   | رم     | ۶۲       | اوکراین | ۴–۰   | جام ملت‌های اروپا ۲۰۲۰  |
| ۲     | ۱۲ نوامبر ۲۰۲۱ | لندن   | ۶۸       | آلبانی  | ۵–۰   | مقدماتی جام جهانی ۲۰۲۲ |
| ۳     | ۴ دسامبر ۲۰۲۲  | الخور  | ۷۳       | سنگال   | ۳–۰   | جام جهانی ۲۰۲۲ قطر     |

## افتخارات
لیورپول
- لیگ برتر فوتبال انگلستان(۱): ۲۰۲۰–۲۰۱۹
- جام اتحادیه فوتبال انگلستان(۱): ۲۰۱۲–۲۰۱۱
- لیگ قهرمانان اروپا(۱): ۲۰۱۹–۲۰۱۸
  - نایب قهرمان ۲۰۱۸–۲۰۱۷. ۲۰۲۱–۲۰۲۲
- لیگ اروپا: ۲۰۱۶–۲۰۱۵ نایب قهرمان
- سوپر جام اروپا(۱): ۲۰۱۹
- جام باشگاه‌های جهان(۱): ۲۰۱۹

تیم ملی فوتبال انگلستان
- جام جهانی ۲۰۱۸ مقام چهارم
- لیگ ملت‌های اروپا: ۱۹–۲۰۱۸ مقام سوم
- جام ملت‌های اروپا: ۲۰۲۰ نایب قهرمان